# La Complainte de Rossel
Pour les articles homonymes, voir Rossel.

Rossel ou La Complainte de Rossel est une chanson en hommage au célèbre officier français (le colonel Louis-Nathaniel Rossel) ayant rejoint la Commune de Paris en 1871, et fusillé par les Versaillais le 28 novembre de la même année.
Le texte de ce chant est disponible sur Wikisource